# Mike Botts
Michael G. Botts (8. prosince 1944, Oakland, Kalifornie, USA – 9. prosince 2005, Burbank, Kalifornie, USA) byl americký bubeník, nejvíce známý jako člen softrockové skupiny Bread. Během své kariéry spolupracoval s mnoha dalšími hudebníky, mezi něž patří například Linda Ronstadt, Chi Coltrane, Albert Hammond a Warren Zevon. Rovněž se podílel na albu The Simpsons Sing the Blues. Zemřel jeden den po svých 61. narozeninách.